# Wahlen zur Nationalversammlung des Senegal 1988
Die Wahlen zur Nationalversammlung des westafrikanischen Staates Senegal fanden am 27. Februar 1988 statt, zeitgleich mit der Präsidentschaftswahl und rechtzeitig vor Ablauf der fünfjährigen Wahlperiode der im Jahr 1983 in die Nationalversammlung gewählten Abgeordneten. Zu wählen waren 120 Abgeordnete.

## Wahlrecht
Nachdem Senegal das Einparteiensystem im Jahr 1974 aufgegeben hatte, fanden zum dritten Mal Wahlen zur Nationalversammlung nach den Grundsätzen eines Mehrparteiensystems statt. Zur Wahl zugelassen waren sechs Parteien, unter ihnen namentlich die Parti Socialiste (PS) des amtierenden Staatspräsidenten Abdou Diouf und die Parti Démocratique Sénégalais (PDS) unter ihrem Führer Abdoulaye Wade.
Alle senegalesischen Staatsangehörigen über 21 Jahren durften an der Wahl teilnehmen. Jeder registrierte Wähler konnte in die Nationalversammlung gewählt werden, vorausgesetzt, er war mindestens 25 Jahre alt und hat alle gesetzlichen Anforderungen erfüllt.

## Ergebnis
Von den 1.932.265 registrierten Wahlberechtigten gaben 1.118.246 ihre Stimme ab, das ergibt eine Wahlbeteiligung von 57,9 Prozent bei 4.500 ungültigen Stimmen. Die bisher regierende PS erzielte einen Stimmenanteil von 71,34 Prozent und gewann 103 der 120 Mandate und die PDS erzielte 24,74 Prozent der Stimmen und gewann 17 Mandate. Die übrigen zur Wahl angetretenen vier Listen waren mit zusammen 3,92 Prozent der Stimmen nicht in der Nationalversammlung vertreten.